# Preludium Fundacji
Preludium Fundacji (tyt. oryg. Prelude to Foundation) –  wydany w 1988 roku kolejny tom cyklu Fundacja autorstwa Isaaca Asimova.

## Fabuła
W czasie świetności Imperium kontrolującego miliony planet w całej galaktyce, młody matematyk Hari Seldon, wygłasza na stołecznej planecie odczyt w którym udowadnia że matematyczny model całego galaktycznego imperium nie jest bardziej złożony niż twór, który opisuje, a co za tym idzie iż teoretycznie jest możliwe określenie przyszłości. Tego rodzaju modelowanie nosi nazwę psychohistorii. Budząc zainteresowanie dworu Imperatora, Seldon zastraszony po przesłuchaniu przez imperatora Cleona I, ucieka niemal w dniu wyjazdu rezygnując ze swego spokojnego życia. Ścigany przez głównego doradcę Imperatora Eto Demerzela, kolejno przemierza sektory planety odkrywając ich zdecydowaną odrębność i różnorodność. Wspomagany wciąż przez przyjaciółkę z uniwersytetu Dors i tajemniczego opiekuna Hummina, w trakcie ucieczki odkrywa wreszcie klucz do praktycznego określania przyszłości Imperium, zostaje jednak przechwycony przez burmistrza zmilitaryzowanego sektora Wye, chcącego dokonać przewrotu i zasiąść samemu na tronie Imperium.